# Нитрилотриуксусная кислота
Нитрилотриу́ксусная кислота́ (комплексон I), C6H9NO6 — химическое соединение, относящееся к классу полиаминокарбоновых кислот, соответствующее формуле N(CH2COOH)3. Бесцветное твёрдое вещество, используемое в качестве хелатирующего агента. Образует координационные соединения (хелаты) с такими ионами как Ca2+, Cu2+, Fe3+.

## Производство
Нитрилотриуксусная кислота производится в промышленности как в свободном виде, так и в виде натриевой соли. Исходными соединениями для её синтеза являются аммиак, формальдегид, натрия цианид или синильная кислота. В настоящее время[когда?] в мире производится около 100 тыс. тонн нитрилотриуксусной кислоты в год.
Нитрилотриуксусная кислота также является побочным продуктом в синтезе EDTA.

## Применение
Свойства и область применения нитрилотриуксусной кислоты близки к EDTA. Но, в отличие от EDTA, нитрилотриуксусная кислота легко разрушается в живых организмах и не угрожает окружающей среде. Нитрилотриуксусная кислота используется для смягчения воды, а также как заменитель для полифосфатов в средствах бытовой химии.